# Ильин, Вячеслав Георгиевич
Вячеслав Георгиевич Ильин (1937—2014) — советский игрок в хоккей с мячом и хоккей на траве.

## Карьера

### Хоккей с мячом
Воспитанник оренбургского хоккея с мячом. С 1950 года начал играть на позиции полузащитника в детской команде «Буревестник».
В 1956 году переехал в Алма-Ату, где сначала сначала играет в составе команды «Буревестник», а с 1963 года — в «Динамо».
В чемпионатах СССР сыграл около 286 матчей, забил 20 мячей. Бронзовый призёр чемпионатов 1966 и 1967 годов. Входил в символическую сборную сезона (1969). Мастер спорта СССР (1961).

### Хоккей на траве
Также играл в хоккей на траве. В 1969—1971 годах выступал за «Динамо» (Алма-Ата), второй призёр чемпионатов СССР (1970, 1971).

## Судейская карьера

### Хоккей с мячом
По завершении карьеры переключился на судейство. Арбитр всесоюзной категории (1974). С 1970 по 1989 год Вячеслав Георгиевич Ильин судил матчи команд высшей лиги. Шесть раз (1974, 1975, 1979, 1982, 1986, 1988) включался в списки десяти лучших арбитров СССР. С 1975 года арбитр ИБФ, судил матчи чемпионата мира 1975 и Кубка Европейских Чемпионов.

### Хоккей на траве
С 1973 по 1989 год судил и матчи по хоккею на траве. Судья всесоюзной категории по хоккею на траве (1977), арбитр ФИХ (1977).

## Преподавательская работа
Работал преподавателем кафедры физической культуры Казахского национального технического университета им. К. И. Сатпаева. Долгое время возглавлял коллегию судей Федерации хоккея с мячом Казахстана.
Скончался 9 июля 2014 года, похоронен на Центральном кладбище Алматы.